# Augusto Samuel Boyd
Augusto Samuel Boyd Briceño (1 d'agost de 1879 - 17 de juny de 1957) era un metge i polític que va ser president de Panamà entre 1939 i 1940.